# Липск (Ганцевичский район)
Липск (бел. Ліпск) — деревня в Мальковичском сельсовете Ганцевичского района Брестской области Белоруссии.

## Общие сведения
Расположена в 34 км юго-восточнее города Ганцевичи и в 9 км восточнее Мальковичи.
Население — 140 человек (2019).
Во время Великой Отечественной войны, в период с 30 июня 1941 года по 8 июля 1944 года находилась в немецкой оккупации.
В центре деревни установлен памятник в честь односельчан, погибших во время Великой Отечественной войны.